# Klaudia Jans-Ignacik
Klaudia Jans-Ignacik (n. Gdynia, Polonia) es una tenista profesional de Polonia. Ganadora de dos títulos de la WTA en dobles. Su compañero de dobles, es por lo general, su compatriota Alicja Rosolska.
Jans también ha representado a su selección nacional en la Copa Federación, y tiene un registro de 18-6.
Su mejor clasificación en individuales ha el N°410, el cual alcanzó el 16 de agosto de 2004. Su mejor clasificación de dobles ha sido N°28, de la que alcanzó el 10 de septiembre de 2012.

## Grand Slam

### Finalista en dobles mixto
| Año  | Campeonato    | Superficie    | Pareja            | Oponentes en la final       | Marcador final |
| ---- | ------------- | ------------- | ----------------- | --------------------------- | -------------- |
| 2012 | Roland Garros | Tierra batida | Santiago González | Sania Mirza Mahesh Bhupathi | 6-7(3), 1-6    |

## Títulos WTA

### Dobles (3)
| Leyenda                                    |
| ------------------------------------------ |
| Grand Slam (0)                             |
| WTA Tour Championships (0)                 |
| Tier I / Premier Mandatory & Premier 5 (1) |
| Tier II / Premier (0)                      |
| Tier III, IV & V / International (2)       |

| N° | Fecha                | Torneo      | Superficie    | Pareja              | Oponentes en la final                          | Marcador final    |
| 1. | 12 de abril de 2009  | Marbella    | Tierra batida | Alicja Rosolska     | Anabel Medina Garrigues Virginia Ruano Pascual | 6–3, 6–3          |
| 2. | 26 de mayo de 2012   | Estrasburgo | Tierra batida | Olga Govortsova     | Natalie Grandin Vladimíra Uhlířová             | 6–7(4), 6–3, 10–3 |
| 2. | 12 de agosto de 2012 | Montreal    | Dura          | Kristina Mladenovic | Nadia Petrova Katarina Srebotnik               | 7–5, 2–6, 10–7    |

### Finalista en dobles (7)
| Leyenda                                    |
| ------------------------------------------ |
| Grand Slam (0)                             |
| WTA Tour Championships (0)                 |
| Tier I / Premier Mandatory & Premier 5 (0) |
| Tier II / Premier (2)                      |
| Tier III, IV & V / International (5)       |

| N° | Fecha                 | Torneo   | Superficie    | Pareja          | Oponentes en la final                         | Marcador final |
| 1. | 9 de agosto de 2004   | Sopot    | Tierra batida | Alicja Rosolska | Nuria Llagostera Vives Marta Marrero          | 6–4, 6–3       |
| 2. | 25 de abril de 2005   | Varsovia | Tierra batida | Alicja Rosolska | Tatiana Perebiynis Barbora Záhlavová-Strýcová | 6–1, 6–4       |
| 3. | 18 de julio de 2005   | Palermo  | Tierra batida | Alicja Rosolska | Giulia Casoni Mariya Koryttseva               | 4–6, 6–3, 7–5  |
| 4. | 10 de enero de 2009   | Brisbane | Dura          | Alicja Rosolska | Anna-Lena Grönefeld Vania King                | 3–6, 7–5, 10–5 |
| 5. | 18 de octubre de 2009 | Linz     | Dura          | Alicja Rosolska | Anna-Lena Grönefeld Katarina Srebotnik        | 6–1, 6–4       |
| 6. | 8 de enero de 2011    | Brisbane | Dura          | Alicja Rosolska | Alisa Kleybanova Anastasiya Pavliuchenkova    | 6–3, 7–5       |
| 7. | 21 de mayo de 2011    | Bruselas | Tierra batida | Alicja Rosolska | Andrea Hlaváčková Galina Voskoboeva           | 3–6, 6–0, 10–5 |

## Títulos WTA 125s

### Dobles (0)

#### Finalista (1)
| N.º | Fecha               | Torneos     | Superficie | Pareja              | Oponentes                           | Resultado |
| --- | ------------------- | ----------- | ---------- | ------------------- | ----------------------------------- | --------- |
| 1.  | 18 de marzo de 2016 | San Antonio | Dura       | Anastasia Rodionova | Anna-Lena Grönefeld Nicole Melichar | 1-6, 3-6  |